# 법률우위의 원칙
법률우위의 원칙은 국가의 모든 행정작용은 헌법에 부합하는 법률에 위반되어서는 안된다는 법의 원칙이다. 법률우위의 원칙은 공법적, 사법적 이건, 침익적, 수익적이건 모든 행정행위에 무제한, 무조건 적용되는 것이 특징이며 법률의 적용 내지 집행은 행정의 자유로운 처분에 위임된 것은 아니고 행정은 오히려 법률을 집행해야 할 의무를 부담한다. 

## 참고 문헌
- 이철용, 행정법1, 박영사